# GNU Savannah
A GNU Savannah többféle jelentéssel bír.
- Szabad szoftverek projektjeinek hosztolását végző nonprofit szolgáltatás
- Az erre szolgáló szoftvermegoldás

A GNU Savannah ugyanazon a szoftveren alapszik, amelyet a VA Software is használ népszerű SourceForge weboldalához. Létrejöttét annak köszönheti, hogy a SourceForge 3.0-s verziójától fogva nem szabad szoftver többé, ami sokaknak nem tetszett, így a SourceForge 2.0 alapján elkészült a Savannah első változata.
A Savannah weboldala két címre oszlik: a savannah.gnu.org csak a GNU Project részét képező, míg a savannah.nongnu.org minden más szoftvert gyűjt össze.
Szemben a SourceForge-dzsal, a Savannah nagy figyelmet fordít arra, hogy az általa tárolt szoftverek teljes egészükben szabadok legyenek. Szigorú szabályokkal biztosítja, hogy csakis szabad szoftver kerülhessen fel a szervereire. Nem engedik például az olyan, nem szabad formátumú fájlok feltöltését, mint amilyen a Macromedia Flash, a regisztrációnál pedig meg kell határozni, milyen szabad licenc alatt akarja a felhasználó publikálni munkáit.